# Entoloma rugosum
Entoloma rugosum är en svampart som först beskrevs av Malençon, och fick sitt nu gällande namn av Marcel Bon 1983. Entoloma rugosum ingår i släktet Entoloma och familjen Entolomataceae.  Artens status i Sverige är: Ej påträffad. Inga underarter finns listade i Catalogue of Life.